# Terra (elemento)

Símbolo alquimístico da Terra.

O Elemento Terra, junto com a Água, o Fogo e o Ar, é um dos quatro elementos das cosmogonias tradicionais no Ocidente.
É o elemento dos signos de Touro, Virgem e Capricórnio; sendo simbolizado, na alquimia, pelo triângulo com a ponta voltada para baixo, cortado por um traço na horizontal.

## Filosofia Chinesa
A Terra tem a cor amarela, o animal é um Dragão, ele rege todos os signos do Zodíaco Oriental com cinco elementos, cinco animais, cinco emoções, cinco regiões do corpo humano, todas as estações do ano e se associa ao planeta do tempo, o Saturno e ao dia da semana, o Sábado.

## Elementais da terra
Elemental é o nome esotérico dado aos espíritos existente na natureza, também conhecidos como seres mitológicos. Dentre os elementais da terra que, segundo a crença pagã seriam capazes de controlar o elemento terra e o representar, estão o golem, os gnomos, os duendes, as ninfas, as dríades, os anões mitológicos, os sacis, os faunos, o curupira e todos os seres ligados à terra e à vegetação.Segundo a crença mitológica grega, a titã Gaia seria a terra propriamente dita